# Ton Lensen
A.H.A. (Ton) Lensen ('s-Hertogenbosch, 30 december 1946) was een Nederlandse burgemeester en PvdA-politicus. Hij was burgemeester van Emmen van 1989 tot 1996. Daarvoor was hij wethouder Volkshuisvesting in 's-Hertogenbosch (van 1974 tot 1985) en directeur woningbouw en stadvernieuwing bij VROM.

## Bestuurscrisis
In 1996 brak er een bestuurscrisis uit in de gemeente Emmen. Het begon met het ontslag van twee gemeenteambtenaren, waarna vijf wethouders en de gemeentesecretaris aftraden. Uiteindelijk bood toenmalig burgemeester Lensen zijn ontslag ook aan op 28 maart 1996. Hij werd opgevolgd door Peter van der Velden, die eerst interim-burgemeester werd en later tot 2000 aanbleef. Bij deze bestuurscrisis werd bemiddeld door Ed van Thijn (PvdA) en Jos Staatsen (PvdA), toen werkzaam voor het Amsterdamse organisatiebureau De Boer en Croon Groep (BCG). Ze schreven het rapport waaruit moest blijken, dat de gemeente moest worden geleid door een interim-burgemeester. Lensen had destijds 24 nevenfuncties.

## Latere loopbaan
Lensen werd later partner bij adviesbureau Kolpron Consultants in Rotterdam en vervolgens (interim-)bestuurder van Vastgoedfonds Lieven de Key, de aangesloten woningbouwcorporaties en projectontwikkelaar De Principaal. Vervolgens werd hij directeur van de afdeling Vastgoed van het bedrijf ECORYS, die ontstaan is uit een fusie van onder andere Kolpron en het N.E.I.
Eind 2009 werd hij door minister Eberhard van der Laan aangesteld als extern toezichthouder bij woningcorporatie Rentree in Deventer.
Tot kort vóór zijn pensioen was hij voorzitter van de Raad van Toezicht van zorginstelling Vivent en sinds enkele jaren woont hij weer in 's-Hertogenbosch.